# LAV III
LAV III — последняя лёгкая боевая машина пехоты из серии III поколения, созданной General Dynamics Land Systems; введён в эксплуатацию в 1999 году. Основан на швейцарском Piranha IIIH 8×8.
Разработан в Канаде и является основным транспортным средством механизированной пехоты Командования сухопутных войск Канады и новозеландской армии. Армия США использует более лёгкие бронетранспортёры, производные от LAV III, под названием Stryker.
В 2003 году Армия Новой Зеландии начала заменять устаревший парк бронетранспортеров M113, купленных в 1960-х годах, на NZLAV, и M113 были выведены из эксплуатации к концу 2004 года.

## Варианты
- Infantry Mobility Vehicle (IMV) — стандартная боевая машина пехоты NZLAV, используемая в разведывательных и наблюдательных операциях.
- Infantry Section Carrier (ISC) — бронетранспортёр.
- TOW Under Armour (TUA) — стандартный LAV III с противотанковым комплексом TOW вместо 25 мм пушки.
- Recovery (LAV-R) — Ремонтно-восстановительная машина. На вооружении новозеландской армии стоят 3 таких машины.
- Light Obstacle Blade (LOB) — лёгкая машина разграждения. Стандартный NZLAV IMV, оборудованный «ножом» для разграждения и земляных работ. На вооружении новозеландской армии стоят 7 таких машин.

## На вооружении
- Канада: Армия Канады — 651 LAV III, по состоянию на 2016 год[4];
- Вооружённые силы Новой Зеландии — 102 NZLAV, по состоянию на 2016 год[5];
- Саудовская Аравия — Национальная гвардия Саудовской Аравии — 19;
- Колумбия — 32 LAV III по состоянию на 2016 год[6].